# The Selecter
The Selecter – brytyjski zespół ska, reprezentant sceny 2 Tone. Powstał w 1979 roku w Coventry w Anglii.

## 1979 – 1982
Znakiem rozpoznawczym zespołu jest jedyny  w swoim rodzaju ekspresyjny śpiew czarnoskórej wokalistki Pauline Black (właściwie Pauline Vickers). Innym charakterystyczną cechą jest brak instrumentów dętych w podstawowym składzie. Obok niej ważną postacią był Neol Davies – gitarzysta i kompozytor większości  materiału. Poza nimi w  klasycznym składzie grali:  Compton Amanor – gitara, Charley Anderson – bass,  Charley "H" Bembridge – perkusja, Desmond Brown – klawisze,  Arthur "Gaps" Hendrickson – wokal.
Zespół zadebiutował w lipcu 1979 roku singlem z utworem "The Selecter" (na  drugiej stronie "Gangsters" The Specials) w wytwórni 2 Tone Records, który wspiął się na 6 miejsce brytyjskiej listy przebojów. Pierwszy album "Too Much Presure" z 1980 roku to jedna ze sztandarowych pozycji "ery" 2 Tone. Utwory takie jak "Three Minute Hero", "Everyday" (Norman Petty, Glen Hardin), "Missing Words", "Street Feeling", "Too Much Pressure", "Murder" (Leon & Owen), "Out On The Streets", "Carry Go Bring Come" (Justin Hinds) czy temat z filmów o agencie 007 "James Bond" (Monty Norman) ze względu na swą popularność do dziś są elementem programu koncertowego. Zespół zyskał dużą popularność, album osiągnął piąte miejsce listy bestselerów. Ten okres ich twórczości jest przedstawiony w filmie dokumentującym trasę koncertową 2 Tone Rec. "Dance Craze". W 1980 roku z grupą rozstał się Anderson i Brown, a ich miejsce zajęli James Mackie na organach Hammonda i Adam Williams na gitarze basowej. W tym samym roku nagrali album dla wytwórni Chrysalis –  "Celebrate The Bullet".  Utwory z tej płyty charakteryzują się znacznie wolniejszym tempem, bliższe są reggae niż ska. Zespół rozpadł się w 1982 roku. Paulina oddała się pracy w telewizji i teatrze.

## 1991 – do dziś
W 1991 roku zespół się reaktywował. Z pierwotnego składu obok wokalistki pojawiają się Noel Davies oraz Arthur "Gaps" Hendrickson. Poza nimi grali Martin Stewart (klawisze), Nicky Welsh (bas) oraz Perry Melius (perkusja) – wszyscy grali wcześniej w Bad Manners. W 1992 roku wydali album koncertowy "Out On The Streets". Jest to album z największymi przebojami zespołu, zawiera wszystkie klasyczne numery z repertuaru grupy. Uznaje się ją za jedną z najlepszych płyt koncertowych w historii muzyki ska.
Skład zespołu zmienił się, odeszli Davies i "Gaps". W różnych konfiguracjach personalnych (z Pauliną na wokalu) nagrali kilka albumów [m.in. "The Happy Album" (1994), "Pucker!" (1995), "Cruel Britannia" (1998),  "Real To Reel" (2003)].
Grupa jest nadal aktywna, można zobaczyć ją na licznych koncertach i festiwalach ska.

## Skład zespołu

### W roku 1980
- Pauline Black  (właściwie Pauline Vickers) – śpiew
- Compton Amanor – gitara
- Charley Anderson – gitara basowa
- Charley "H" Bembridge – perkusja
- Desmond Brown- Organy Hammonda
- Neol Davies – gitara
- Arthur "Gaps" Hendrickson -śpiew

### W roku 1991
- Pauline Black – wokal
- Arthur "Gaps" Hendrickson – wokal
- Neol Davies – gitara
- Perry Melius – perkusja
- Nicky Welsh – bas
- Martin Stewart – klawisze

### W roku 1999
- Pauline Black – śpiew
- Nick Welsh – gitara basowa
- Martin Stewart – keyboard
- Paul Seacroft – gitara
- Al Fletcher – perkusja
- Dave Barker – śpiew

## Dyskografia

### Albumy
- Too Much Pressure (1980) UK #5
- Celebrate the Bullet (1981) UK # 41
- Out On The Streets – Live (1992)
- The Happy Album (1994)
- Hairspray (1995)
- Pucker! (1995)
- Rare vol.1 (1995)
- Rare vol.2 (1995)
- Rare Version vol.3 (1995)
- Black Out On The Streets (1996)
- BBC Sessions (Live At Paris Theatre 1979) (1998)
- The Trojan Songbook (1999)
- The Trojan Songbook – Vol 2 (2000)
- Kingston Affair (2000)
- The Trojan Songbook – Vol 3 (2001)
- Acoustic – Unplugged for the Rude Boy Generation (2002)
- Real To Reel (2003)
- Requiem For A Black Soul (2004)

### Single
- "The Selecter" (Lipiec 1979) – druga strona "Gangsters" The Specials UK # 6
- "On My Radio" (Listopad 1979) UK #8
- "Three Minute Hero" (Luty 1980) UK #16
- "Missing Words" (Marzec 1980) UK #23
- "The Whisper" (Sierpień 1980) UK #36
- "Celebrate The Bullet" (1980)
- "On My Radio '91" (1991)
- "Madness" with Prince Buster & Rico
- "Hairspray" (2004)